# Feldgerät
Ein Feldgerät, kurz FG, engl. Field Device (FD), ist eine technische Einrichtung im Bereich der Automatisierungstechnik, die mit einem Produktionsprozess in direkter Beziehung steht. „Feld“ bezeichnet in der Automatisierungstechnik den Bereich außerhalb von Schaltschränken bzw. Leitwarten. Feldgeräte können somit sowohl Aktoren (Stellglieder, Ventile etc.) als auch Sensoren (Messumformer) in der Fabrik- und Prozessautomation sein.
Die Feldgeräte sind dann mit einem Steuerungs- und Leitsystem, meist über einen Feldbus, oder zunehmend auch über Echtzeit-Ethernet verbunden.
Hier werden die Daten ausgewertet und dienen dann zur Regelung, Steuerung und weiteren Verarbeitung. Dazu gehört z. B. auch die Visualisierung und Anzeige des Ergebnisses (z. B. Ventil geöffnet/geschlossen, Druck, Durchfluss, Temperatur) für das Personal.

## Anforderungen und Umgebungsbedingungen
Bei Feldgeräten werden hohe Anforderungen an Qualität, Robustheit und Verfügbarkeit gestellt. Ein Einsatz von Feldgeräten bei Umgebungstemperaturen von −20 °C bis +85 °C ist keine Seltenheit. Auch für den Einsatz in explosionsgefährdeten Bereichen (Chemie-, Gas- und Ölindustrie) müssen die Geräte konzipiert werden (Ex-Sicher). Die höchste Sicherheitsstufe ist die Zone 0. Ex-Sicher bedeutet, dass selbst bei einem Kurzschluss kein zündfähiger Funke entstehen darf, der ein explosionsgefährliches Gasgemisch der Umgebungsluft entzünden kann. Dies wird insbesondere durch eine starke Begrenzung der verfügbaren Leistung erreicht.
Ein Ausfall oder eine Fehlfunktion eines Feldgerätes in einem Prozess kann, insbesondere bei einem dadurch verursachten Fertigungsstillstand, extrem hohe Kosten verursachen. Hier wird bei Feldgeräten ein erhöhter technischer Aufwand betrieben, um die Gefahr von Fehlfunktionen erheblich zu reduzieren oder einen Defekt selbständig erkennen und melden zu können. Funktionen werden mehrfach redundant in das Feldgerät integriert, Messergebnisse permanent intern überwacht und verifiziert. Die Sicherheitsanforderungen (SIL-Level) an das Feldgerät steigen mit dessen Einsatzbereich. In Atomkraftwerken gilt zum Beispiel die höchste Sicherheitsstufe (SIL 4). Hier liegt die Wahrscheinlichkeit eines Ausfalls bei ≥10−9 bis <10−8 pro Stunde.
Zurzeit gibt es auch schon die ersten Ansätze, die Feldgeräte drahtlos zu betreiben. Die Energie bezieht das Gerät dann aus einer Batterie. Hier kommt es ganz besonders auf ein energiesparendes System an, da eine Batterielebensdauer von 5 Jahren vorausgesetzt wird. Kürzere Wartungsintervalle sind unwirtschaftlich. Da für die Wireless Feldgeräte dieselben extremen Umweltbedingungen gelten, sind an die Batterien ebenfalls hohe Anforderungen gestellt, die zum Teil sehr komplexe chemische und technische Prozesse bei der Entwicklung und Fertigung mit sich bringen.